# Астина, Маркос
Маркос Эмануэль Астина (исп. Marcos Emanuel Astina; 21 января 1996 года, Буэнос-Айрес) — аргентинский футболист, играющий на позиции полузащитника. Ныне выступает за аргентинский клуб «Чакарита Хуниорс».

## Клубная карьера
Маркос Астина — воспитанник аргентинского клуба «Ланус». 1 декабря 2013 года он дебютировал в аргентинской Примере, выйдя в стартовом составе в домашнем матче против «Боки Хуниорс». А на 23-й минуте этой игры он забил и свой первый гол на профессиональном уровне, открыв счёт в матче. В 2014 году Астина дебютировал также и на международном уровне, проведя за «Ланус» 2 игры в Кубке Либертадорес.